# Berzelius Creek
Berzelius Creek är ett vattendrag i provinsen British Columbia i Kanada. Vattendraget fick sitt namn efter den svenske kemisten Jöns Jakob Berzelius 1977, när ett namn krävdes för vattenrättigheter i samband med gruvverksamhet.